# فیتانیک اسید
فیتانیک اسید (به انگلیسی: Phytanic acid) یک ترکیب شیمیایی با شناسه پاب‌کم ۴۶۸۷۰۶ است.
اسید فیتانیک دیگر اسید چرب شاخه دار است که در چربی های حیوانی و شیر وجود دارد.
یک اسید چرب 20 کربنه با چهار گروه متیل بر روی کربنهای 3 ,7,11,15است.این اسید چرب در غشا آرکوباکترها وجود دارد و به علت وجود شاخه روی کربن بتا،نسبت به بتا _اکسیداسیون مقاوم است و طی فرایند آلفا_اکسیداسون تجزیه می شود.